# Jelizawieta Bazarowa
Jelizawieta Bazarowa, ros. Елизавета Базарова (ur. 28 listopada 1995 w Biełgorodzie) – rosyjska pływaczka, specjalizująca się w stylu klasycznym i dowolnym.
W 2013 roku została brązową medalistką mistrzostw Europy na krótkim basenie w Herning w sztafecie 4 × 50 m stylem dowolnym (wspólnie z Rozaliją Nasrietdinową, Wieroniką Popową i Swietłaną Kniagininą).
Rok później zdobyła brąz mistrzostw Europy w Berlinie w sztafecie 4 × 100 m stylem zmiennym.